# Jiří Wenzl
Jiří Wenzl (uváděn i jako Jiří Wenzel, 8. června 1923 Unerázka – 15. dubna 1945 Petrůvka) byl český skaut a odbojář z období druhé světové války zavražděný nacisty.

## Civilní život
Jiří Wenzl se narodil 8. června 1923 v Unerázce. Jeho rodiči byli profesoři Vlasta Fialová a František Wenzl. Vychodil obecnou školu v Bezděčí a poté studoval na reálném gymnáziu v Jevíčku. Po jeho zavření v roce 1941 pokračoval ve studiu v Boskovicích, kde i odmaturoval. Ve stejnou dobu, konkrétně 9. 6. 1942, byl za odbojovou činnost popraven jeho otec, a tak se Jiří Wenzl vrátil domů, aby pomohl matce v hospodářství, a u toho chtěl setrvat i nadále. Psal básně a divadelní hry, byl ochotníkem a členem skautského oddílu v Jevíčku.

## Protinacistický odboj
Stejně jako otec se i Jiří Wenzl zapojil do protinacistického odboje. Od podzimu 1944 podporoval partyzánské hnutí, opatřoval padělané průkazy, prováděl pro partyzány zpravodajskou činnost, dodával mapy a další materiál. V lednu 1945 se stal členem olomoucké odbojové organizace Victoria. Němcům byl Jiří Wenzl podezřelý a tak byl po krátké přestřelce 15. dubna 1945 v brzkých ranních hodinách zadržen v Petrůvce příslušníky volkssturmu. Po výslechu a mučení byl vyveden na silnici a ve 4.10 hodin ráno zastřelen dvěma ranami z pistole. Pohřben byl 19. dubna do rodinné hrobky v Městečku Trnávka.

## Odbojová činnost otce Jiřího Wenzla
Otec Jiřího František Wenzl se zapojil do protinacistického odboje hned od počátku. Po německém záboru Sudet přesunul Rolnickou záložnu z Městečka Trnávky na mlýn v Plechtinci a začal finančně podporovat zahraniční odboj. Za to byl 5. června 1942 zatčen a o čtyři dny později v Brně popraven.

## Posmrtná ocenění
- V místě skonu Jiřího Wenzla byl umístěn dřevěný křížek, v roce 1946 pak v jeho blízkosti odhalen 28. října 1946 pomník, který je dílem sochaře Jaroslava Švece
- Dne 28. října 1946 byl Jiřímu Wenzlovi in memoriam udělen Junácký kříž „Za vlast“ 1939–1945 I. stupně